# Fruängens centrum

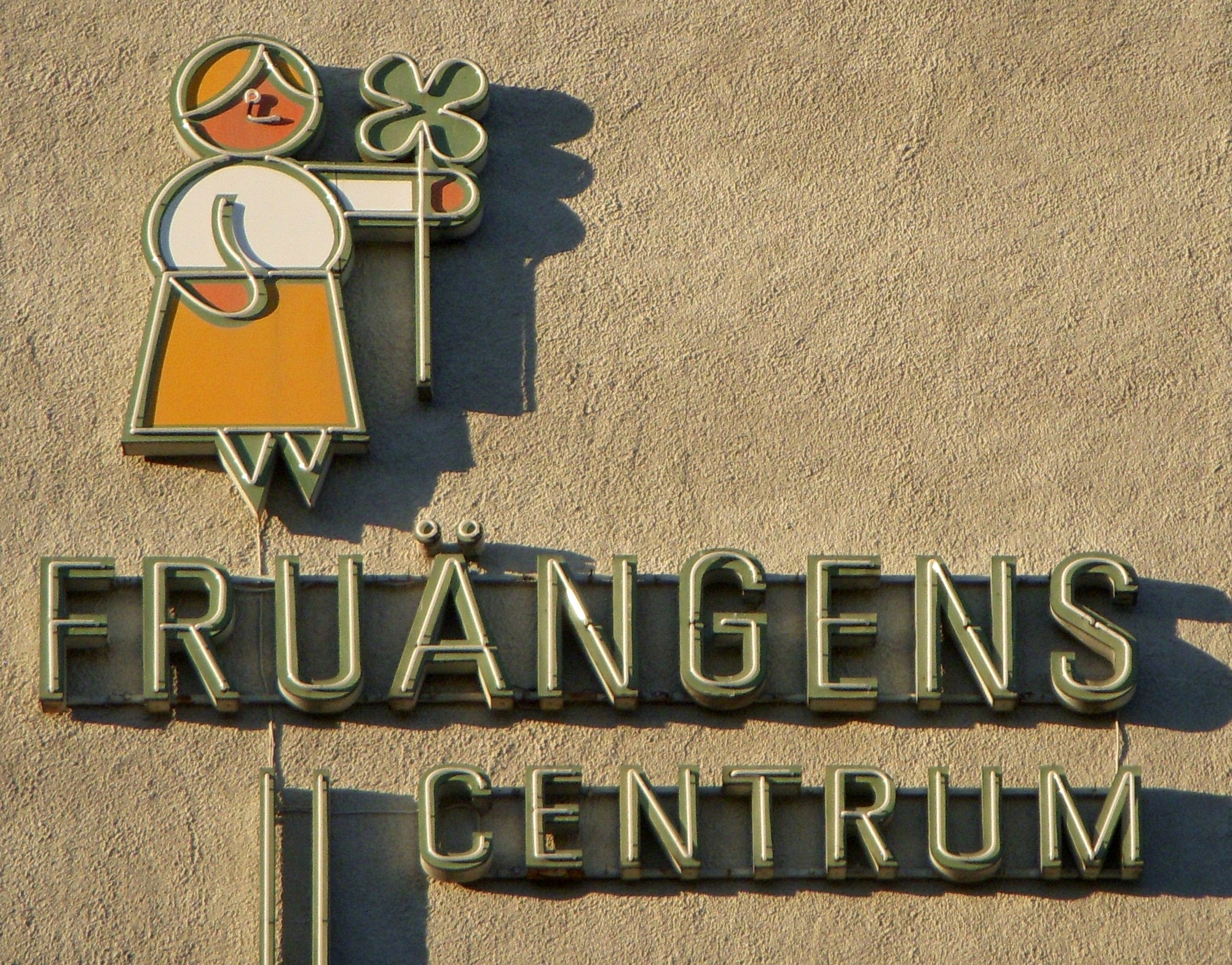
Fruängens centrumets symbol "Frun med blomman", september 2010.

Fruängens centrum ligger vid Fruängsgatan i stadsdelen Fruängen i södra Stockholm. Anläggningen invigdes 1962. Centrumbebyggelsen är grönmärkt av Stadsmuseet i Stockholm vilket innebär att bebyggelsen anses vara ”särskilt värdefull från historisk, kulturhistorisk, miljömässig eller konstnärlig synpunkt”.

## Historik

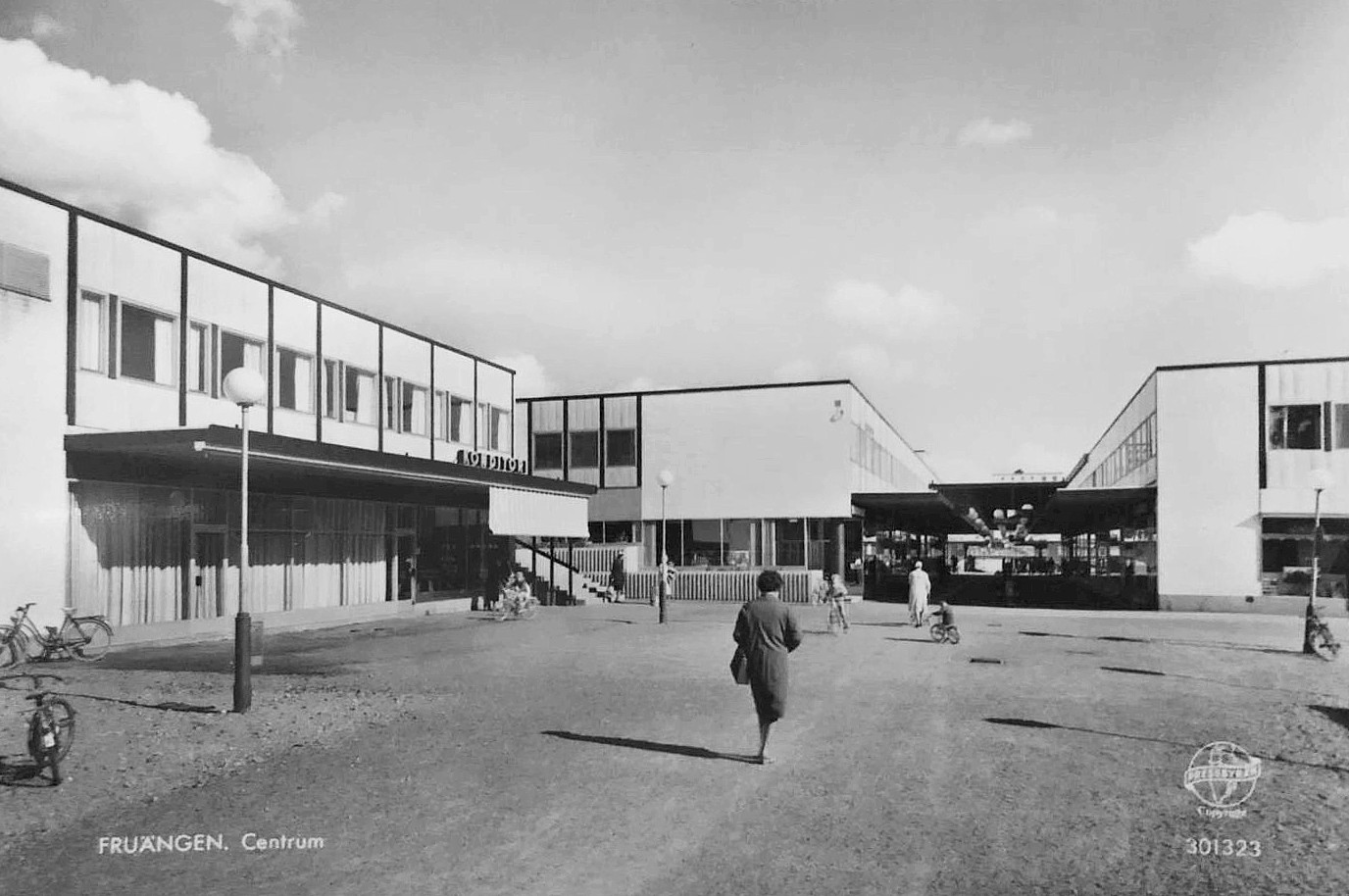
Fruängens centrum, tidigt 1960-tal.

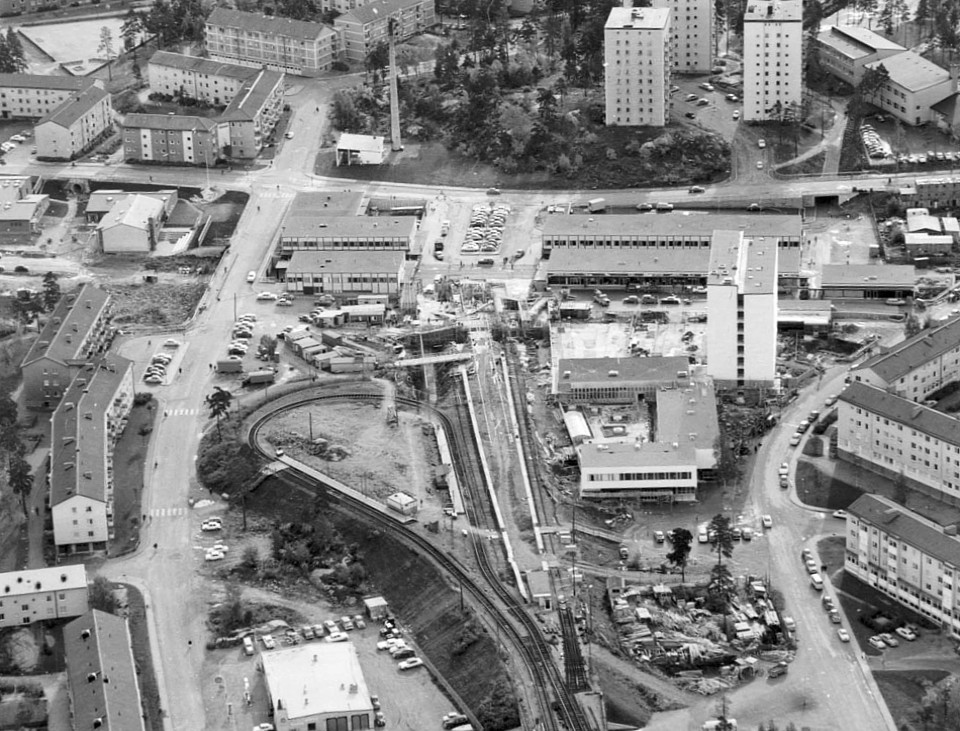
Centrum under uppförande, 1960/1961.

För Fruängens centrum upprättades en särskild stadsplan vilken antogs 1958. Bakom den stod arkitekterna Göran Sidenbladh, Torsten Westman och Josef Stäck på Stockholms stadsbyggnadskontor. Stadsplanen ersatte en tidigare stadsplan och hade anpassats efter amerikanskt mönster till ökad bilism och ändrade köpvanor. För bilisterna skapades fler parkeringsplatser och för kunderna större butiksytor. Färdigställandet av Fruängens centrumanläggning fördröjdes något på grund av brist på finansiella medel och invigdes 1962, ett år efter stadsdelens invigning.
Centrumbebyggelsen utgörs av låga butikslängor med flera torgplatser däremellan. Nordväst om centrumet restes ett åtta våningar högt skivhus som blev stadsdelens och centrumets utropstecken. Det var ett tidstypiskt sätt att markera ett förortscenter och återkommer i bland annat Bandhagens centrum, Högdalens centrum, Bagarmossens centrum, Hagsätra centrum, Kärrtorps centrum, Björkhagens centrum och Västertorps centrum. Skivhuset, liksom den övriga centrumbebyggelsen, ritades av arkitekt Åke Östin.
Anläggningens hjärta är Fruängsgången som flankeras av låga butikslängor med vitt utkragande skärmtak som regnskydd. Utöver service i form av apotek, Systembolaget, läkar- och tandläkarmottagning och bibliotek finns ett 30-tal butiker, samt caféer och restauranger. Viss torghandel förekommer också. Fruängens centrum genomgick under 2012 en renovering och modernisering. Anläggningen ägs och förvaltas av finländska Citycon.
Mitt i centrumet ligger Fruängens tunnelbanestation som ritades av arkitekt Magnus Ahlgren och invigdes 5 april 1964. Kontakten med den kringliggande bostadsbebyggelsen planerades genomtänkt. Här finns siktlinjer som ger intressanta vyer, något som var karakteristiskt för 1950-talets centrumplanering. Konstnärlig utsmyckning utgörs av Fruarna av Willy Gordon, rest 1968 och Fruängsfontänen av Bertil Johnson, rest 2005.

### Bilder

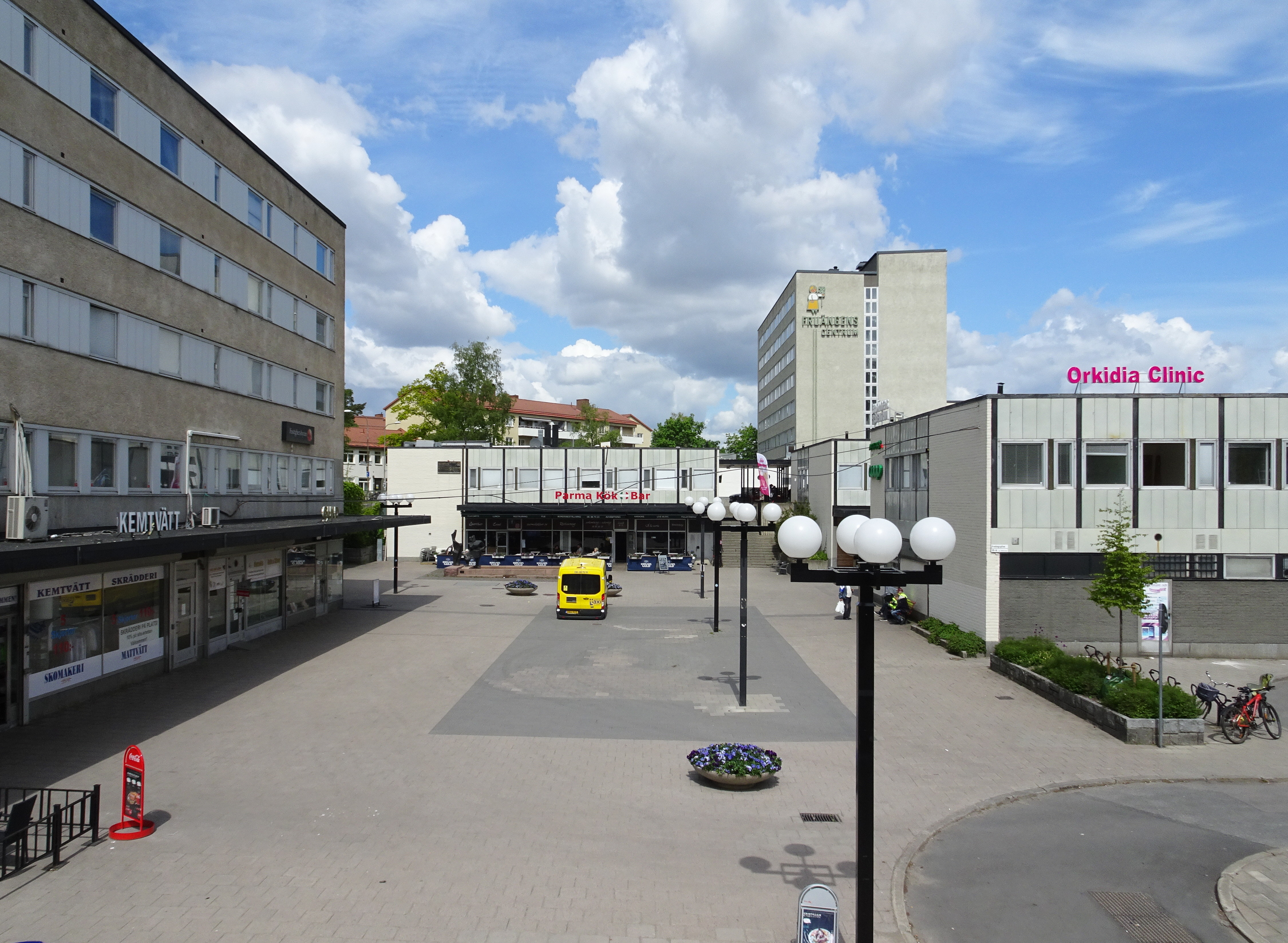
Vy mot söder med skivhuset i bakgrunden.
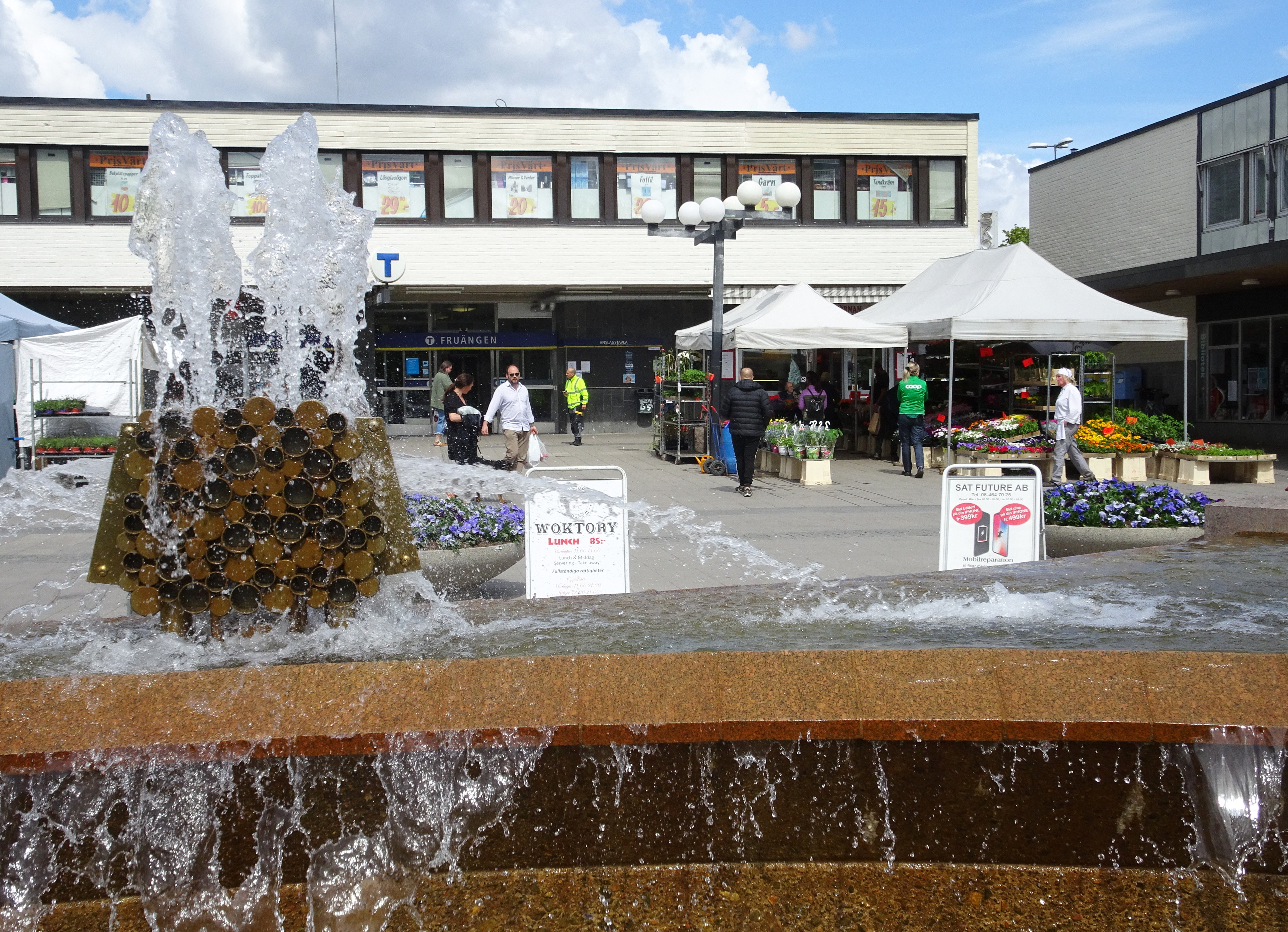
Det centrala torget med Fruängsfontänen.
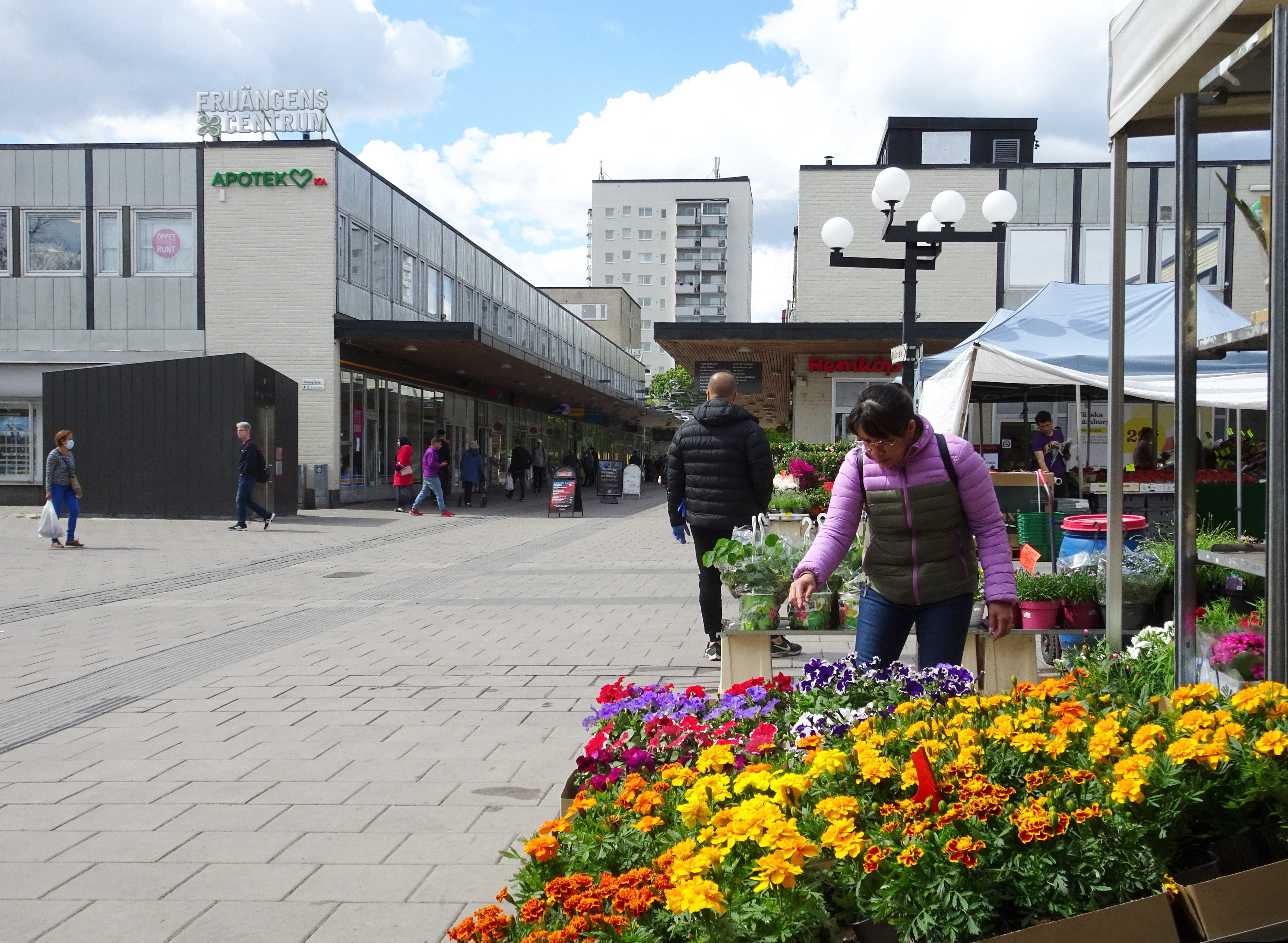
Torget och torghandeln.
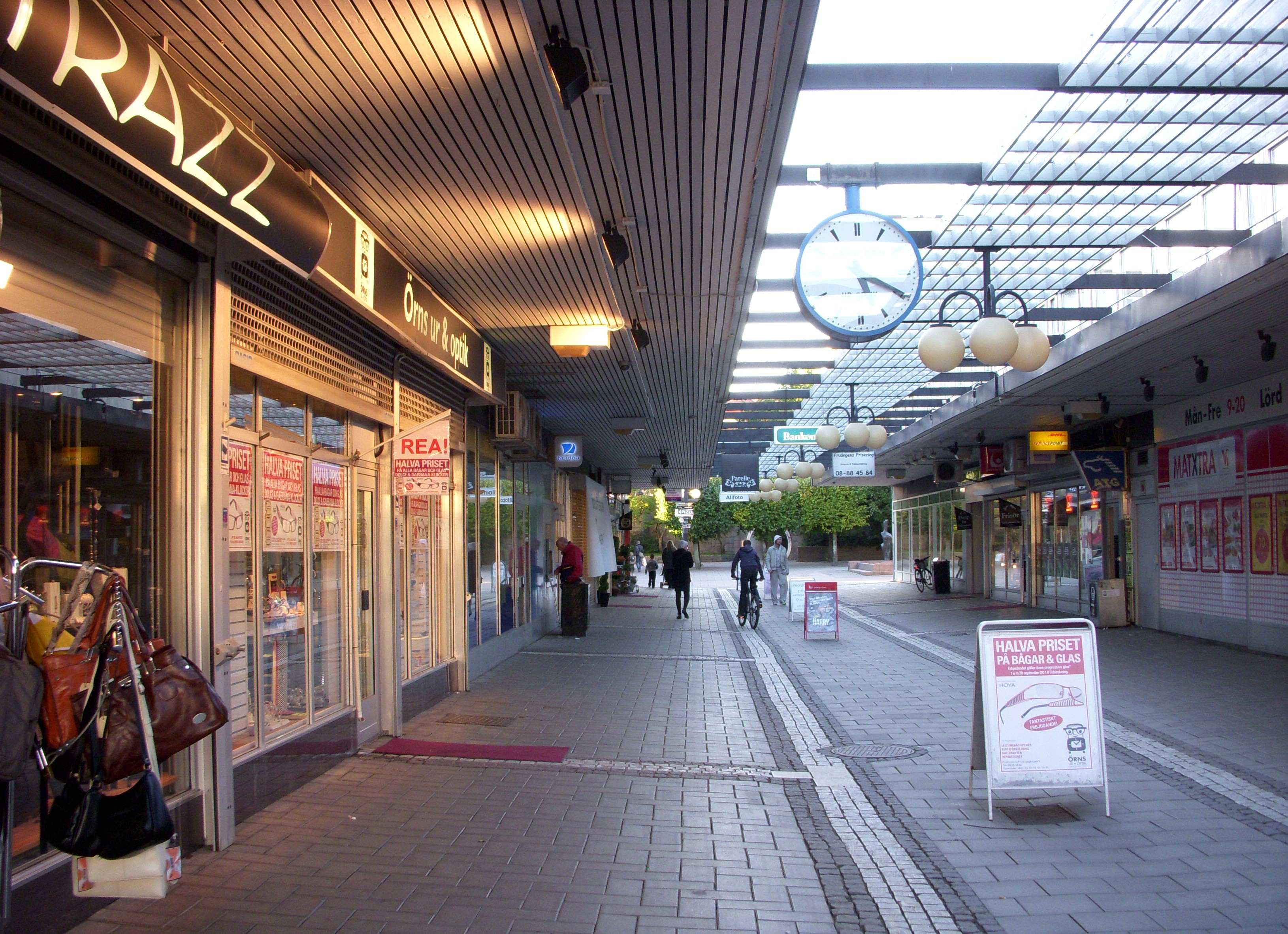
Fruängsgången före ombyggnad 2010.
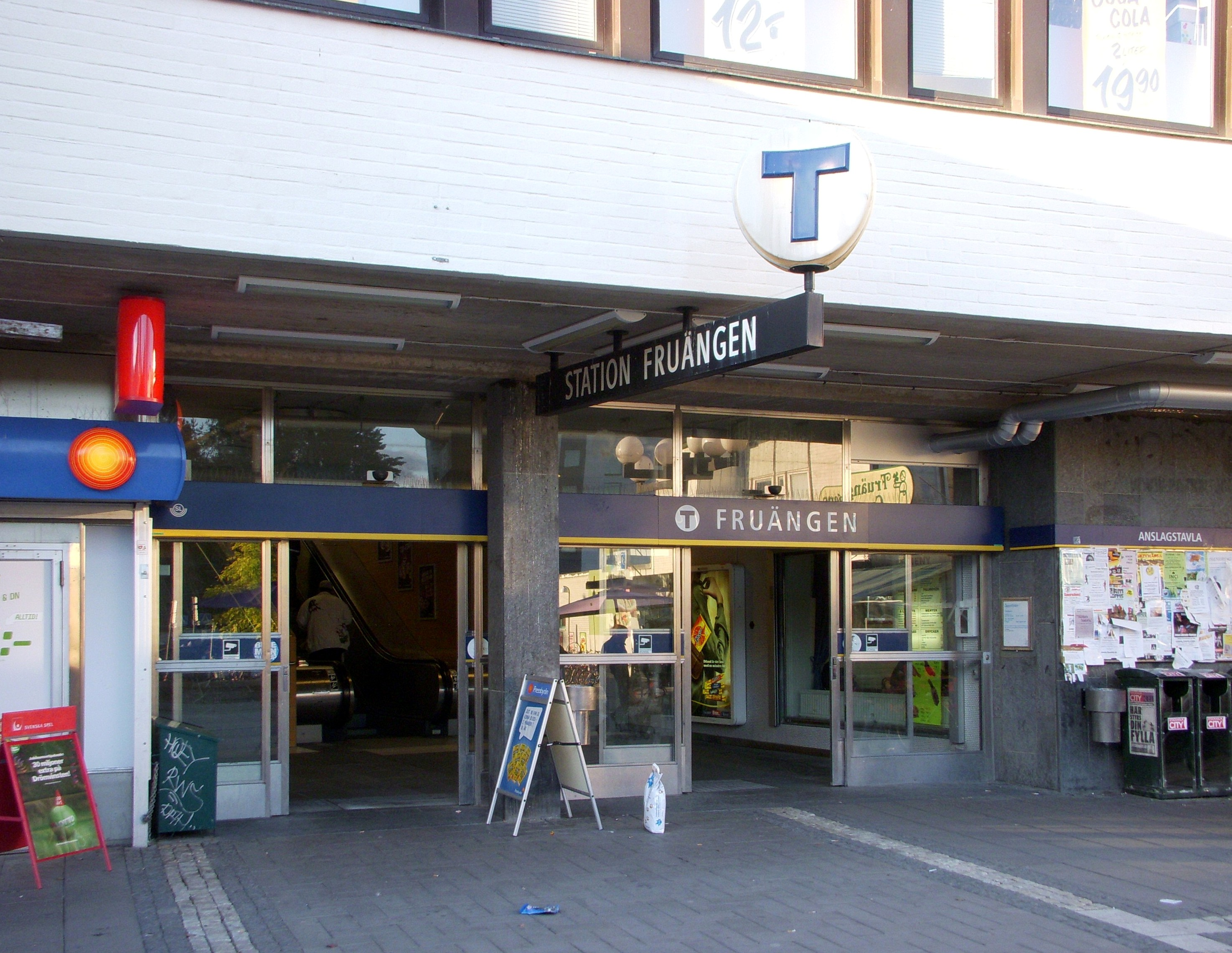
Entrén till tunnelbanan.